# Criza energetică din Republica Moldova din 2025

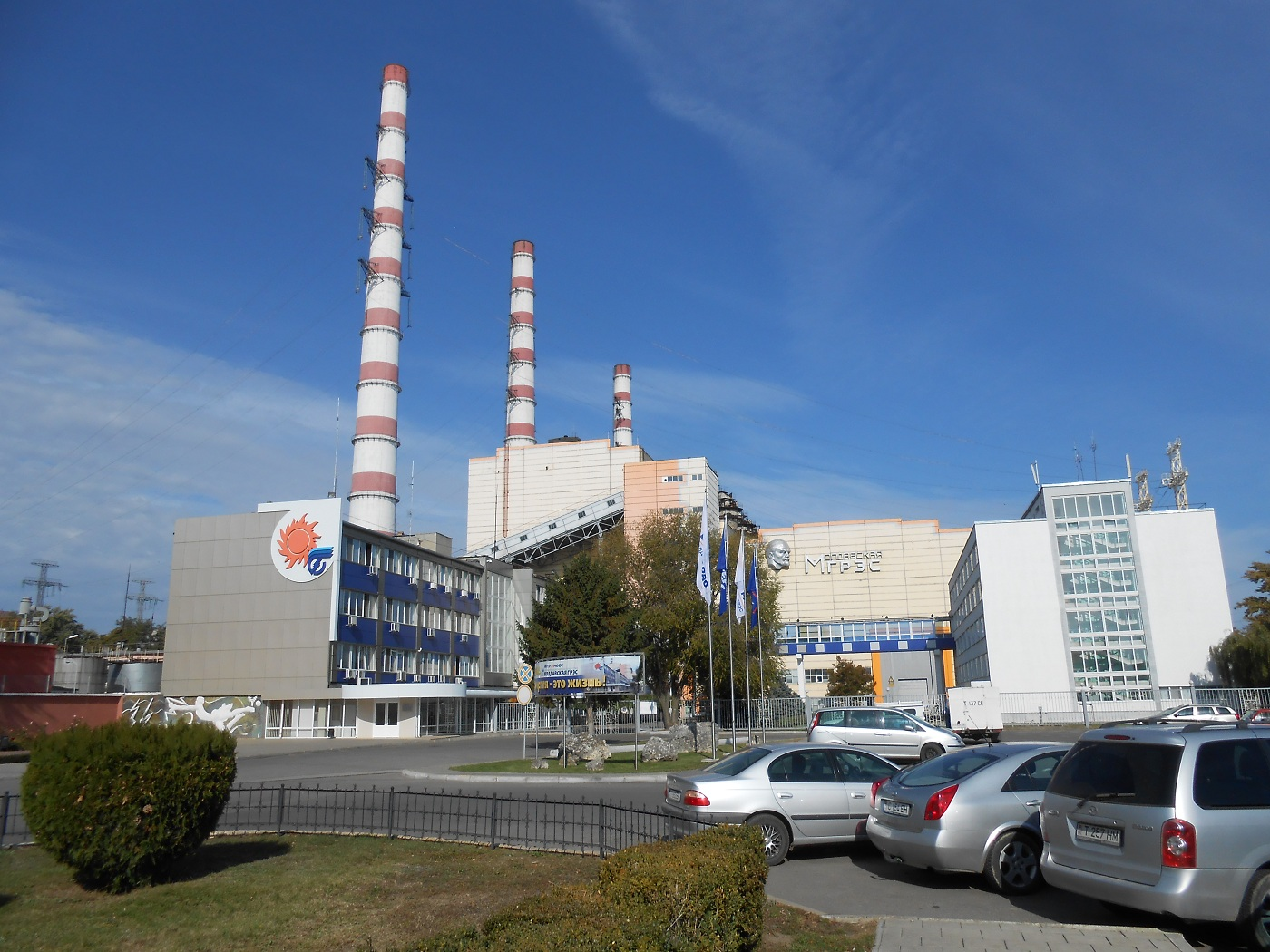
Centrala electrică de la Cuciurgan, situată în regiunea separatistă Transnistria a generat cea mai mare parte a necesarului de energie electrică al Republicii Moldova timp de decenii și a funcționat în mod tradițional cu gaze naturale furnizate gratuit Transnistriei de Rusia.

Regiunea separatistă nerecunoscută a Republicii Moldova, Transnistria, a încetat să mai primească gaze naturale din Rusia la 31 decembrie 2024, la ora 19:50 EET (17:50 UTC), ca urmare a expirării acordului de tranzit de gaze pe cinci ani dintre Rusia și Ucraina. Acest fapt a declanșat o criză energetică la nivel regional: încălzirea, apa caldă și gazele (cu excepția gătitului în orașe) fiind întrerupte în regiunea transnistreană, în timp ce tarifele la energie au crescut brusc. Unor sate aflate sub controlul autorităților centrale, dar la hotar cu regiunea separatistă, de asemenea, le-a fost întreruptă livrarea de gaze. În Transnistria, trei persoane au murit și câteva alte au fost rănite din cauza intoxicației cu monoxid de carbon, fiind raportate și cazuri de hipotermie. 
Din punct de vedere istoric, Transnistria acoperea cea mai mare parte a necesarului de energie electrică al Moldovei prin intermediul centralei de la Cuciurgan, care funcționa cu gaz rusesc furnizat gratuit Transnistriei. Cu toate acestea, livrările de gaze au încetat să mai ajungă în Transnistria după ce Ucraina a refuzat să reînnoiască acordul de tranzit de gaze cu Rusia, pentru a o priva de finanțarea pentru invazia sa, care se desfășura atunci, în Ucraina. Rusia avea opțiunea de a continua furnizarea prin conductele TurkStream și Trans-Balkan, dar a refuzat să facă acest lucru, dat fiind faptul, că o criză energetică ar putea fi benefică pentru Rusia, ajutând la înlăturarea Partidului Acțiunii și Solidarității (PAS), aflat la guvernare pe atunci, pro-european, la alegerile parlamentare moldovenești care urmau să aibă loc în acel an – autoritățile moldovene descriind acest lucru drept motivul principal al crizei. 
Astfel, Moldova a început să cumpere energie electrică mai scumpă din România, în timp ce Transnistria a rămas fără gaze până în februarie. În timpul crizei energetice, a existat îngrijorare cu privire la posibilitatea unei crize umanitare în Transnistria, unde locuiau la acea vreme aproximativ 350.000 de oameni, și întrucât principalele surse de venit ale Transnistriei proveneau din utilizarea gazului rusesc gratuit, inclusiv din vânzarea de energie electrică produsă către Moldova, analiștii și comentatorii au subliniat că această criză ar putea duce la prăbușirea statului separatist și la reintegrarea acestuia în Moldova.

## Context

Situația teritorială a conflictului transnistrean în momentul crizei energetice. Teritoriul controlat și revendicat de Transnistria este în roșu, respectiv roșu-deschis.

Încă de la obținerea independenței, Moldova s-a bazat pe centrala de la Cuciurgan pentru a-și satisface cea mai mare parte a necesităților în energie electrică. Cu toate acestea, această centrală electrică este situată pe teritoriul controlat de separatiști și funcționa cu gaze naturale furnizate gratuit Transnistriei de Rusia. Transnistria, un stat separatist nerecunoscut, recunoscut pe plan internațional ca parte a Moldovei, situat în principal pe teritoriul recunoscut al Moldovei (partea estică), pe malul stâng al râului Nistru. Transnistria s-a separat în războiul din Transnistria din 1992 cu ajutorul forțelor rusești prezente în regiune, organizate astăzi în Grupul Operațional al Forțelor Ruse, format din aproximativ 1.500 de soldați, în mare parte localnici angajați de Rusia. 29,1% dintre transnistreni au declarat etnie rusă într-un recensământ din 2015,  iar majoritatea vorbesc limba rusă ca limbă de comunicare.
Moldova achita milioane de dolari Transnistriei în fiecare an în schimbul energiei electrice la prețuri sub cele de piață, finanțând efectiv separatismul pe propriul teritoriu. Însă, după victoria pro-europenei Maiei Sandu în alegerile prezidențiale moldovenești din 2020, Republica Moldova s-a apropiat semnificativ de Uniunea Europeană (UE) și a depus eforturi pentru a-și reduce dependența de centrala electrică. Astfel, dacă Cuciurgan a satisfăcut istoric între 70% și 90% din necesarul de energie electrică al Moldovei, această cifră a scăzut la 53% în noiembrie 2024 și la doar 37% în decembrie 2024. Republica Moldova planifica să stopeze complet furnizarea de energie electrică transnistreană odată cu construcția liniei electrice Vulcănești–Chișinău, care urmează să fie finalizată la sfârșitul anului 2025. Aceasta va permite Moldovei să importe suficientă energie electrică pentru nevoile sale direct prin România, evitând linia construită în perioada sovietică care, din România, trece mai întâi prin Ucraina și Transnistria înainte de a ajunge la capitala Moldovei, Chișinău.
Economia Transnistriei era dependentă în întregime de gazul rusesc gratuit, pe care îl folosea pentru a produce electricitate pentru a o vinde Moldovei, pentru a prelucra metalul în Uzina metalurgică din Rîbnița și pentru a percepe taxe propriei populații, chiar dacă la prețuri reduse, iar încetarea acestei furnizări de gaze avea potențialul de a prăbuși bugetul public al regiunii și de a risca să producă o criză umanitară. Gazul rusesc a încetat să mai fie livrat în Transnistria odată cu expirarea contractului de tranzit de gaze pe cinci ani între Gazprom din Rusia și Naftogaz din Ucraina, la 1 ianuarie 2025, privând Rusia de venituri importante din exportul de gaze către țările europene pentru a finanța invazia Ucrainei, care se desfășura atunci. Ucraina avertizase încă în 2023 că nu va reînnoi contractul.
Rusia avea opțiunea de a menține aprovizionarea cu gaze a Transnistriei prin ruta alternativă a conductelor TurkStream și Trans-Balkan, dar a refuzat să facă acest lucru. Moldova a avut un contract cu Gazprom pentru furnizarea de gaze până la 30 septembrie 2026. O criză energetică ar putea favoriza Rusia prin destabilizarea Moldovei și prin readucerea la putere a partidelor pro-ruse în alegerile parlamentare din a doua jumătate a anului 2025, ceea ce ar putea face ca Partidul Acțiunii și Solidarității (PAS), aflat la guvernare și pro-european, să piardă majoritatea. Rusia intervenise deja pe scară largă, inclusiv prin cumpărarea de voturi, în realegerea lui Sandu și într-un referendum pentru consolidarea aspirațiilor de aderare la UE în 2024, ambele fiind adoptate cu o majoritate limitată.

## Analiză

### Cauzele crizei
Potrivit analistului asociației moldovenești WatchDog, Andrei Curăraru, criza energetică a fost artificială și inevitabilă, „și a existat de la început o opțiune pentru ca transnistrenii să nu înghețe și să nu fie nevoie să plătim mai mult pentru energia electrică”. Cauzele crizei ar fi fost politice: implicarea Transnistriei pentru a extinde efectul asupra restului Moldovei prin creșterea tarifelor la energie, pentru a asigura o victorie pro-rusă la alegerile parlamentare din 2025. Revista americană de știri Foreign Policy și grupurile de experți Carnegie Endowment for International Peace, Center for Strategic and International Studies  și Centre for Eastern Studies au atribuit criza intențiilor Rusiei de a submina popularitatea PAS și de a produce o victorie pro-rusă în alegeri, la fel ca și analistul Jakub Pieńkowski de la Institutul Polonez de Afaceri Internaționale. Autoritățile moldovene au acuzat, de asemenea, Rusia de tentativă de influențare a alegerilor, inclusiv pe președinta Sandu.
Curăraru a susținut că această criză a generat nemulțumire în rândul moldovenilor față de guvernul aflat la putere și de conducerea acestuia, mulți asociind integrarea europeană cu o creștere a costurilor serviciilor publice. De asemenea, el a avertizat că, într-un context electoral, oamenii sunt mai vulnerabili și ar putea fi mai înclinați să voteze dintr-o perspectivă a utilităților economice, mai degrabă decât a valorilor, ceea ce ar fi exacerbat de sistemul de cumpărare a voturilor al lui Ilan Șor oligarh moldovean fugar pro-rus, care a jucat un rol crucial în tacticile de interferență ale Rusiei în alegerile prezidențiale și referendumul din Republica Moldova din 2024, în principal prin dezinformare și cumpărare de voturi. Curăraru a avertizat în continuare că această criză ar putea fi prelungită și reînviată în orice moment; a făcut această declarație în martie 2025.

### Implicații geopolitice potențiale
Potrivit jurnalistului ucrainean Serhii Sydorenko, criza umanitară care a apărut din cauza încetării livrărilor de gaze rusești către Transnistria ar putea duce la o prăbușire a regimului separatist. Transnistria ar fi obligată să negocieze o reintegrare în Republica Moldova, ceea ce s-ar putea întâmpla rapid dacă autoritățile moldovenești ar da dovadă de flexibilitate. Victor Parlicov și-a exprimat speranțe similare; într-o emisiune TV8 din 27 noiembrie 2024, el a declarat că regiunea ar putea fi reintegrată până în 2026 dacă Moldova stabilește o bună interacțiune cu autoritățile transnistrene.
Sydorenko a susținut că Moldova nu va duce lipsă de asistență financiară și de specialitate din partea partenerilor occidentali pentru a face față crizei. Pentru Occident, costurile ar fi moderate, având în vedere dimensiunile mici și populația regiunii. În plus, Occidentul ar putea considera acest proiect ca o șansă de a genera un model de reintegrare pentru teritoriile ocupate de Rusia din Georgia și Ucraina. Cazul Ucrainei, în special, ar ridica probleme semnificativ mai mari și mai complexe decât reintegrarea Transnistriei, iar Occidentul ar putea fi interesat să folosească Transnistria ca „teren de testare” pentru abordările și teoriile sale înainte de a trata cazul mai complex al Ucrainei.
Într-un articol pentru Harvard International Review, Lizzie Place a menționat că guvernul moldovean ar putea, teoretic, să întrerupă toate plățile pentru energie către Transnistria pentru a pune presiune pe regiune pentru a se reintegra. Totuși, colapsul economic și criza umanitară pe care le-ar reprezenta pentru propriii cetățeni ar face ca implementarea unui astfel de scenariu să fie ezitantă, a considerat ea. Savantul moldovean Ion Marandici considera o scădere treptată a plăților pentru energie către Transnistria, coroborată cu asistență umanitară pentru locuitori, ca fiind un scenariu mai realist pentru reintegrare. Curăraru a susținut că o comunicare sporită și extinderea programelor de compensare și ajutor de pe malul drept al Nistrului la cetățenii din Transnistria ar putea duce la o schimbare a opiniei publice transnistrene către o apropiere de Moldova. El a afirmat, de asemenea, că impactul crizei a discreditat regimul de la Tiraspol în rândul propriilor cetățeni. 